# Jörg Wunderlich (Fußballspieler)

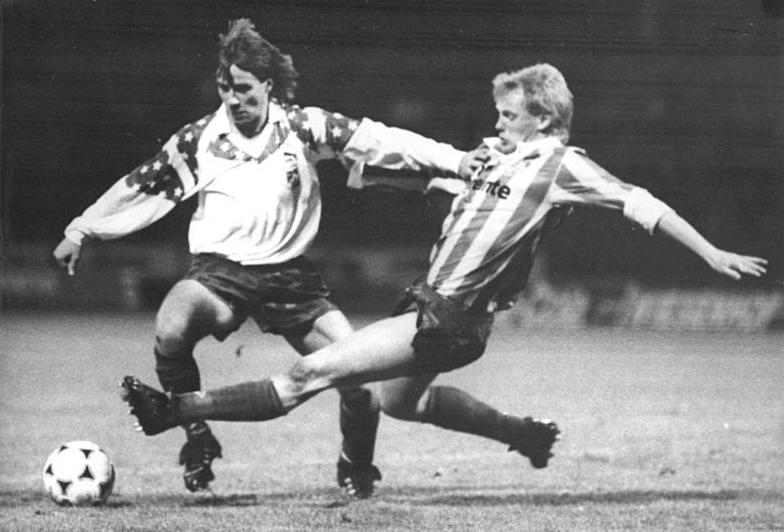
Jörg Wunderlich (rechts) im Zweikampf mit Thomas Linke (1990)

Jörg Wunderlich (* 9. Juni 1962) ist ein deutscher ehemaliger Fußballspieler. Von 1990 bis 1991 spielte er für den 1. FC Lokomotive Leipzig in der DDR-Oberliga, der höchsten Liga im DDR-Fußball.

## Sportliche Laufbahn
Von der Betriebssportgemeinschaft Motor Schmölln kommend, absolvierte Jörg Wunderlich ab 1984 bei der Armeesportgemeinschaft ASG Vorwärts Dessau seinen Wehrdienst in der Nationalen Volksarmee. Im Laufe der Saison 1984/85 entwickelte er sich als Abwehrspieler mit 21 Ligaeinsätzen zum Stammspieler und trat einmal als Torschütze in Erscheinung. In der Hinrunde 1985 bestritt er für die ASG noch zwei Ligaspiele und wurde danach aus dem Militärdienst entlassen. 
Zur Saison 1986/87 meldete die BSG Chemie Böhlen Jörg Wunderlich als Neuzugang für ihre DDR-Liga-Mannschaft. Er kam jedoch erst in der Rückrunde zum Einsatz, in der er wieder als Verteidiger alle 17 Punktspiele bestritt. In den Spielzeiten 1987/88 und 1988/89 gehörte er mit 27 bzw. 31 Ligaspielen zum Stammkader, weiterhin in der Abwehr aufgeboten. Nachdem Wunderlich 1989/90 für Böhlen letztmals sieben DDR-Ligaspiele absolviert hatte, wechselte er im Frühjahr 1990 zum Oberligisten 1. FC Lokomotive Leipzig. 
Auch beim 1. FC Lok wurde Jörg Wunderlich als Verteidiger eingesetzt. Vom 6. Oberligaspieltag eingesetzt, absolvierte er bis zum Saisonende 15 Punktspiele. Von der Fachzeitschrift fuwo wurde er viermal als Bester seiner Mannschaft erwähnt. In der Saison 1990/91 hatte er in der Rückrunde mehrere Aussetzer, sodass er in den 26 Oberligaspielen nur auf 19 Einsätze kam. In der Begegnung des 9. Spieltages 9. 1. FC Lok – FC Vorwärts Frankfurt erzielte Wunderlich beim 4:3-Sieg sein einziges Oberligator.
Nach dem wendebedingten Wechsel des DDR-Fußballs in den DFB-Bereich bestritt JörgWunderlich für den 1. FC Lok-Nachfolger VFB Leipzig in der Hinrunde 1991 noch acht Punktspiele in der 2. Fußball-Bundesliga, danach spielte er mit dem FC Sachsen Leipzig mehrere Spielzeiten in der drittklassigen Regionalliga Nordost. 